# Karmen (cântăreață)
Silvia Claudia Simionescu, (n. 13 decembrie 1997, București) cunoscută sub numele de scenă Karmen, este o cântăreață de muzică pop și R&B din România. Aceasta este fiica lui Adrian Minune, un cunoscut cântăreț de manele. Primul single al artistei, „Domino”, a fost lansat în 2015. Doi ani mai târziu, Karmen a semnat cu casele de discuri ATOM și Global Records.

## Carieră muzicală
Primul single a lui Karmen, „Domino”, a fost lansat în 2015. În 2017, Karmen a semnat cu Global Records, prima ei piesă alături de casa de discuri fiind „You Got It”. Versurile acesteia au fost scrise de Karmen împreună cu Achi, Ira și Alex Căliman. Piesa a fost licențiată în Turcia, Japonia și Polonia. Tot în 2017, Karmen a fost nominalizată pentru premiul „Best Pop Artist” din cadrul Elle Style Awards.
Single-ul „Lock My Hips”, lansat pe 16 mai 2018, a marcat prima colaborare a lui Karmen cu un artist internațional, Krishane. Piesa a ajuns pe locul 1 în Airplay 100, cea mai bună clasare a artistei în top.

## Viață personală
Între 2016 și 2018, Karmen a fost într-o relație cu regizorul Bogdan Daragiu, cel care a regizat mai multe videoclipuri pentru piesele lansate de aceasta.

## Discografie

### Single-uri
| An   | Single                          | Poziții | Album   |
| An   | Single                          | ROU     | Album   |
| ---- | ------------------------------- | ------- | ------- |
| 2015 | „Domino”                        | —       |         |
| 2015 | „S.O.S”                         | —       |         |
| 2015 | „Șah Mat” (feat. Phelipe)       | —       |         |
| 2016 | „O Baladă” (feat. Doddy)        | —       |         |
| 2017 | „You Got It”                    | —       |         |
| 2017 | „Minte-mă”                      | —       |         |
| 2017 | „Viciul Meu” (feat. Achi)       | —       |         |
| 2017 | „Shake It”                      | —       |         |
| 2018 | „Lock My Hips” (feat. Krishane) | 1       |         |
| 2019 | „V1BE” (feat. Nane)             | —       |         |
| 2019 | „Play Me” (feat. Stylo G)       | —       |         |
| 2020 | „Punjabi”                       | —       |         |
| 2020 | „Bam Bam”                       | —       |         |
| 2020 | „Belladonna” (feat. Bruja)      | —       |         |
| 2021 | „Static”                        | —       |         |
| 2021 | „1 TEL. DISTANȚĂ” (feat. Nane)  | —       | Cordial |
| 2023 | „Iubirea ta” (feat. JUNO)       | —       |         |